# Etoxibenzeno
Etoxibenzeno é o éter em que um grupo fenil e um grupo etil se ligam ao oxigênio, ou seja, é o composto representado por Ph-O-Et ou C6H5OC2H5.